# زمان‌بندی شانسی
زمان‌بندی شانسی (به انگلیسی: Lottery scheduling) یک الگوریتم زمان‌بندی برای پردازش فرایندها در سیستم‌عامل است که بر اساس احتمال و شانس بنا شده‌است. در این الگوریتم به هر پروسه یک عدد شانسی اخصاص می‌یابد و زمان‌بند هم به قید قرعه عددی را تولید می‌کند تا مشخص شود که کدام پروسه باید اجرا شود. نیازی نیست توزیع اعداد به صورت یکنواخت باشد. اگر اعداد بیشتری به یک پروسه اختصاص یابد، پروسه شانس بیشتری برای اجرا شدن پیدا می‌کند. از این تکنیک می‌توان در کنار دیگر الگوریتم‌های زمان‌بندی مثل کوتاه‌ترین کار بعدی یا زمان‌بندی سهم عادلانه استفاده کرد. این زمان‌بندی پدیده گرسنگی را حل می‌کند. اختصاص دادن حداقل یک عدد به یک پروسه، تضمین می‌کند که احتمال اجرا شدن پروسه در هر عملیات زمان‌بندی غیر صفر است و پروسه شانسی هرچند اندک برای اجرا شدن دارد.